# King Foo
KiNG FOO oz. Here and Everywhere je slovenska glasbena skupina, ki deluje od januarja 2013 (natančneje 22. januarja).

## Zgodovina
Skupina je nastala leta 2013. V prvotni zasedbi so bili Matej Sušnik, Urška Majdič, Peter Hudnik in Rok Golob.  Skupaj so posneli svojo prvo avtorsko pesem z naslovom »Funky Foo Ride«, za katero so posneli tudi svoj prvi videospot. Po »Hot« je leta 2014 sledil njihov prvi singel v slovenskem jeziku »Nenavadno je OK«, ki ga je avtomobilsko podjetje Škoda uporabilo v svoji reklami.
Majdičeva je leta 2015 zaradi drugih obveznosti (dela na radiu) skupino zapustila. Nadomestila jo je srbska pevka Aleksandra Josić, ki je bila finalistka na srbskem šovu Ja imam talenat (osvojila je 3. mesto). Prva pesem, ki so jo posneli v novi postavitvi, je bila »Galaksije bežijo«. Žanrsko sodijo med rock, indie rock, fusion, blues, funk, pop,  sami pa svoje glasbeno ustvarjanje označujejo kot "FOOsion''.
2016 so nastopili na Slovenski popevki, ki je potekala v okviru Dnevov slovenske zabavne glasbe, z balado »Začaraj me«. Strokovna žirija jih je uvrstila v superfinale, kjer so končali na 3. mestu, Aleksandra Josić je prejela nagrado za najboljšo interpretacijo, Rok Golob pa za najboljši aranžma. V istem letu sta izšla še dva avtorska singla, »Dance Without Moving« ter »Kristal«.
2017 so se vrnili na festivalski oder in se februarja udeležili Eme – z »Wild Ride« so se uvrstili v finale. Marca, junija in septembra so se podali na mini turnejo po Srbiji (Beograd, Paraćin, Petrovac). Junija so na osrednji državni proslavi ob dnevu državnosti nastopili s »Ti si rekel sonce«, priredbo popevke Iva Mojzerja. Sledila je štirimesečna poletna turneja po slovenskih klubih in festivalih (npr. mariborski Lent), oktobra pa mini turneja po Švici (Ženeva, Avenches, Montreux).
Novembra 2017 so izdali svoj albumski prvenec GalaXie, ki so ga javnosti premierno predstavili v ljubljanskem klubu Cirkus 9. novembra. Februarja 2018 bodo znova nastopili na prireditvi EMA 2018, slovenskem izboru predstavnika  za pesem Evrovizije s pesmijo, ki nosi delovni naslov Žive sanje.
Leta 2022 je prvotnega kitarista zamenjal Marko Smiljanić.
Leta 2025 so se preimenovali v Here and Everywhere.

## Člani
- Rok Golob – bobni
- Andrej Hočevar – bas kitara
- Marko Zorec– kitara
- Aleksandra Josić − vokal

## Diskografija

### Albumi
- 2017: GalaXie

### Singli
- 2013: Funky Foo Ride
- 2013: Hot
- 2014: Nenavadno je OK
- 2015: I (Going Somewhere)
- 2015: Galaxije bežijo
- 2016: Začaraj me
- 2016: Dance Without Moving
- 2016: Kristal
- 2017: Lebdenje
- 2017: Wild Ride
- 2017: 1000 besed
- 2017: Utrip noči
- 2018: Žive sanje
- 2019: Let the Night Fall
- 2019: Kokakokice
- 2019: Rock the Sound
- 2019: Beautiful World
- 2020: Puno i Mnogo
- 2020: We could
- 2021: The Numbers R Weird
- 2021: Milky Way
- 2022: Vse je večno
- 2022: Sometimes I Talk
- 2023: Stepping Forward